# Andreas Vollenweider
Andreas Vollenweider (ur. 4 października 1953 w Zurychu) – szwajcarski muzyk, kompozytor i multiinstrumentalista. Jego utwory były uznawane za różne rodzaje muzyki w tym world music, jazz, new age czy nawet muzykę poważną.

## Twórczość
Sławę temu szwajcarskiemu artyście przyniosła konstrukcja harfy elektroakustycznej oraz kompozycje.
Artysta  gra na wszelkiego rodzaju instrumentach dętych, szarpanych i smyczkowych. Podstawą większości kompozycji jest jednak elektroakustyczna harfa, której konstrukcji był prekursorem i której możliwościom muzycznego przekazu jest wierny od 1975 roku.
Do instrumentów czasami dochodzi też, często komputerowo zmodyfikowany wokal, początkowo pełnił on jednak rolę dodatku. Najistotniejsza jest dla Vollenweidera "wizualna" strona muzyki, stara się on bowiem poprzez muzykę opowiadać historie, wydarzenia i malować muzyczne pejzaże, a poprzez wyobraźnię słuchacza, dobór instrumentów przekazywać miejsce czy czas "akcji" utworu. Dodatkowo, liniowy charakter utworów z nakazuje odsłuchiwanie albumu w całości, szczególnie widoczne było to w przypadku pierwszych jego wydawnictw. Pierwszym zaś śpiewanym albumem artysty był Eolian Minstrel (1993), na którym Vollenweiderowi wokalnie towarzyszyła Eliza Gilkyson, na następny natomiast przyszło czekać ponad dekadę – był to album o właściwie kojarzącym się tytule Vox z roku 2004. Jego muzyka wciąż się rozwija, Vollenweider wciąż skutecznie zaskakuje nowymi pomysłami niczym w latach największego sukcesu, choć równie chętnie wraca do dawnych kompozycji i poszerza je o dodatkowe elementy. W roku 2007 zrealizował projekt koncertowy Caverna Magica – Continuum nawiązujący do albumu z roku 1982.
Andreas Vollenweider od 1981 roku czynnie koncertuje, na stałe współpracując z kilkorgiem bliskich przyjaciół, sam zaś skład zespołu na przestrzeni lat koncertowania kilkukrotnie się zmieniał w zależności od charakteru tournée.

### Andreas Vollenweider & Friends
Aktualny skład zespołu tworzą:
- Walter Keiser
- Andi Pupato
- Daniel Kueffer

Skład (nie licząc perkusisty Waltera Keisera) jest multiinstrumentalny, każdy z nich gra na wielu rodzajach instrumentów, zarówno klasycznych jak i nietypowych. Dodatkowo, twórczość Vollenweidera studyjnie i koncertowo uzupełniają gościnni artyści i wirtuozi instrumentów, wśród których wymienić można takich muzyków jak Bobby McFerrin, Ray Anderson, Dżiwan Gasparian i wielu innych. Najszersze ich grono spotkało się przy okazji sesji do albumu Cosmopoly w roku 1997.
Spośród polskich artystów okazję do wspólnej improwizacji miał trębacz Tomasz Stańko, który to towarzyszył Vollenweiderowi podczas koncertu Music For Peace, który odbył się w warszawskiej Królikarni 17 września 2005 roku, a także saksofonista Michał Urbaniak, z którym Vollenweider spotkał się w trakcie koncertu jazzowego w Krakowie, 6 października 2006 roku.

### Symfonie
Projekty Vollenweidera (symfonie "Wolkenstein", "Tales of Kira Kutan"), współpraca z orkiestrami symfonicznymi, w tym Sinfonia Varsovia, czy praca wraz z Hansem Zimmerem (muzyka do filmu "Tears of The Sun").

### Nagrody i wyróżnienia
Andreas Vollenweider jest laureatem nagród Grammy z roku 1987 za album Down To The Moon oraz World Music Award z roku 1992, otrzymał także nominację do nagrody Grammy w roku 2007 za album The Magical Journeys of Andreas Vollenweider. Vollenweider wystąpił przed Dalaj Lamą podczas jego wizyty w Zurychu w 2005 roku.

## Życiorys
4 października 1953 – Przychodzi na świat syn  organisty i kompozytora Hansa Vollenweidera – Andreas. Pod okiem ojca korzystał z okazji nabywania doświadczenia jako muzyk i kompozytor w niezliczonych projektach muzycznych.
1975 – Andreas Vollenweider odkrywa harfę, jako instrument dla siebie, opanowuje własną technikę i modyfikuje instrument by sprostał jego oczekiwaniom, tworząc harfę elektroakustyczna. W efekcie tego Andreas Vollenweider komponuje muzykę dla filmu, teatru i produkcji telewizyjnych.
1979/80 – Vollenweider wydaje swój debiutancki album, Eine Art Suite in XIII Teilen. Dźwięki jego muzyki traktuje się jako punkt zwrotny do późniejszego określenia "muzyki Vollenweidera".
1981 – Andreas Vollenweider i Przyjaciele odgrywają pierwszy koncert na Festiwalu Jazzowym w Montreux, spotykając się z gorącym przyjęciem. Jesienią tego roku ukazuje się album Behind the Gardens ... Behind the Wall – Under the Tree ..., który urzeka krytyków i słuchaczy. Nowy rodzaj muzyki zaczyna rozchodzić się po świecie.
1982 – Ukazuje się album Caverna Magica
1983 – Vollenweider krąży z koncertami po Europie. Na jesień ukazuje się Maxi-Singel Pace Verde, Andreas zaś tworzy niezależny film dokumentalny w którym okazuje swoje zaangażowanie w ochronę środowiska i ruchy pokojowe. W Amsterdamie Vollenweider otrzymuje Nagrodę Edisona za nietypowe brzmienie jego muzyki.
1984 – Ukazuje się album White Winds. Imię Andreasa Vollenweidera ukazuje się na amerykańskich listach przebojów, po czym otrzymuje propozycję na tournée po USA.
1985 – Vollenweider odbywa tournée, przy czym kompletnie zapełnione są widownie tak renomowanych sal jak Carnegie Hall czy Radio City Music Hall w Nowym Jorku, Kennedy Center w Waszyngtonie czy Universal Amphitheatre w Los Angeles. Tournée ciąg dalszy ma w Europie, gdzie osiąga nie mniejszy sukces.
1986 – Pojawia się kolejny album, Down to the Moon. Andreas Vollenweider i Przyjaciele ponownie spotykają się z entuzjastycznym odzewem ze strony audytorium amerykańskiego, kanadyjskiego i trzynastu państw europejskich.
1987 – Olbrzymi sukces odnosi trasa po Japonii i Australii. W tym samym czasie Andreas Vollenweider staje się pierwszym muzykiem Szwajcarii, który uzyskał nagrodę Grammy. Nagroda ta przypadła za album Down to the Moon.
1989 – Zostaje wydany album Dancing with the Lion. Dodatkowo, Vollenweider produkuje wideoklipy Pearls & Tears i Dancing with the Lion. Oba uzyskują wysokie nagrody w Stanach Zjednoczonych. Ponadto nowy album jest prezentowany na żywo przez Vollenweidera i jego przyjaciół – członków zespołu.
1990 – Jesień przynosi podwójne wydawnictwo Trilogy, który w sobie zawiera kompletne albumy Behind The Gardens, Caverna Magica i White Winds, większość An Art Suite... i Pace Verde. Tego roku w Szwajcarii ukazuje się także album Traumgarten (Ogród Marzeń), stworzony razem z ojcem Andreasa, Hansem. Wydawnictwo owo zawiera podtytuł Father and Son Improvise – Improwizacje ojca i syna.
1991 – Andreas Vollenweider kończy płytę Book of Roses. Razem z muzykami z całego świata, oraz najbliższymi towarzyszami, tworzy nową i ekscytującą multi-instrumentalną opowieść. Po ukończeniu prac wycofuje się na kilkumiesięczny wypoczynek w celu zebrania energii na dalszą aktywność.
1992 – Andreas Vollenweider odbywa dobroczynny koncert na moskiewskim Placu Czerwonym, zorganizowany w celu pomocy dzieciom z Czarnobyla. W Monako Vollenweider otrzymuje World Music Award.
1993 – Szwajcarski artysta rozpoczyna nagranie nowego albumu. Produkcją Eolian Minstrel prezentuje pierwszy w swej karierze album z piosenkami w języku angielskim. Łączy w nim własny głos z wokalem amerykańskiej piosenkarki Elizy Gilkyson oraz z typową już dla siebie sekcją harfową. Ponadto, w projekcie uczestniczy wielu gości oraz dawnych przyjaciół, w tym Carly Simon, także pojawiająca się wokalnie. W listopadzie Andreas Vollenweider przemierza zachodnią i wschodnią Europę z promocją nowego albumu.
1994– Vollenweider koncertuje w Stanach Zjednoczonych i Europie. Po 15 latach powraca też na scenę Montreux Jazz Festival. Luciano Pavarotti zaprasza Vollenweidera wraz z przyjaciółmi na koncert przy okazji wrześniowego Pavarotti International Show w Modenie we Włoszech, transmitowanego na żywo w RAI UNO. Vollenweider gra swoją muzykę oraz akompaniuje Bryanowi Adamsowi w jego przeboju "Please Forgive Me" oraz Luciano Pavarottiemu w Ave Maria; Jako memento wieczoru, album Pavarotti & Friends 2 zostaje wydany w maju 1995 i staje się długodystansowym numer jeden list przebojów. Tego samego roku Vollenweider wypuszcza długo oczekiwany album zatytułowany Andreas Vollenweider & Friends – Live 1982–1994, który zostaje wydany pod koniec października. Obejmuje on dwanaście lat gry na żywo – od wczesnych projektów po album Eolian Minstrel.
1995 – tworzy nową grupę specjalizującą się w spontanicznej improwizacji. Trasa koncertowa przynosi go do Polski, do dobrze znanych miejsc większych miast, ale i także do starych zamczysk w mniejszych miasteczkach. Koncert w Sali Kongresowej w Warszawie zakończył się z podwójnym kompletem. Tournée jest wspomagane wielkim zainteresowaniem mediów, telewizja i radio transmitują koncert na żywo. Trasę kontynuuje serią występów na wolnym powietrzu. Następnie, Andreas Vollenweider wraz z przyjaciółmi koncertują po dwa razy dziennie w legendarnym nowojorskim Blue Note Club przez okres sześciu dni. Amerykańskie tournée prowadzi po raz pierwszy do Ameryki Łacińskiej. W międzyczasie Vollenweider pracuje nad nową płytą, Kryptos jest nagrywany przy udziale orkiestry symfonicznej z gościnnymi wirtuozami z całego świata – różnych krajów i kultur.
1996 – w lutym Andreas Vollenweider oraz przyjaciele przedstawiają pokaz premierowy wraz z orkiestrą RAI Orchestra na festiwalu w San Remo. Festiwal jest transmitowany na żywo przez RAI UNO do milionów widzów na terenie Europy.
W kwietniu daje pierwszy nietypowy koncert wraz z orkiestrą symfoniczną w Zurychu. W grudniu wpada na starego znajomego na lotnisku we Frankfurcie. Włoska gwiazda, Zucchero zaprasza Vollenweidera do występów gościnnych na jego sześciu koncertach we Włoszech. Andreas wykazuje entuzjazm, tydzień później akompaniuje Zucchero na zatłoczonych koncertach, w jego piosenkach "Diamonds" i "Mente e Rosmarino". Ponadto widzowie są świadkami harfowych popisów solowych.
Specjalnym doświadczeniem obydwu artystów był koncert z okazji otwarcia sezonu narciarskiego na Kronplatz w Brunico w południowym Tyrolu, gdzie Zucchero i Andreas Vollenweider grali koncerty na wysokości 2500 m n.p.m. i w temperaturze -8 °C.
1997 – Na wiosnę ukazuje się Kryptos – najbardziej zaawansowany wtedy projekt Vollenweidera. Towarzyszy mu podtytuł "A Symphonic Adventure" (Symfoniczna Przygoda). Artysta przygotowuje się do dalszych tras koncertowych, razem z Solis String Quartet i Walterem Keiserem gra na ekskluzywnej gali w Warszawie oraz na wielu festiwalach w Europie. W październiku Andreas po raz pierwszy od wielu lat gra koncert solowy na Festival de Musica Visual w Lanzarotte, na Wyspach Kanaryjskich.
1998– Na początku roku gra koncert solowy w Warszawskiej Operze. W lecie pisze muzykę do symfonii Wolkenstein. Złożona praca po raz pierwszy przedstawiona została w kościele Fraumünster w Zurychu. Pojawili się również przyjaciele Vollenweidera: Walter Keiser, Christoph Stiefel i Matthias Ziegler, razem z rozbudowaną orkiestrą pod batutą André Bellmonta. Film i nagrania dźwiękowe zostały przeprowadzone podczas premier i dalszych ośmiu koncertów. Produkcja ta ukaże się w późniejszym czasie. Piętnastego września Kryptos zostaje wydany w Stanach Zjednoczonych, gdzie też niewiele później Vollenweider organizuje trasę koncertową – grając w dwudziestu czterech miastach, od wschodniego do zachodniego wybrzeża, mieszcząc się w czasie trzydziestu jeden dni.
1999 – Na początku października Andreas Vollenweider gra na dziesiątej imprezie z cyklu Festival de Musica Visual w Lanzarotte. Najbardziej interesujące jest miejsce koncertu – wulkaniczny krater. 18 października ukazuje się album Cosmopoly; W kalejdoskopowej, zabawnej i ciekawej podróży dookoła świata słuchacz doświadcza muzyki postaci tak wyjątkowych jak: Bobby McFerrin, Milton Nascimento, Ray Anderson, Dżiwan Gasparian, Carly Simon, Abdullah Ibrahim czy Carlos Núñez.
Razem z tymi muzykami, Andreas Vollenweider tworzy fantastyczną kompozycję, spontaniczną, pełną ukrytych wartości i iluzji. Kolejna produkcja Vollenweidera raz jeszcze ukazuje jego wszechstronność – od muzyki etnicznej przez instrumentalny pop, muzykę poważną aż do jazzu.
2000 – Andreas podróżuje po Europie, promując ostatni album wielkich improwizacji i muzycznych dialogów. Przy niemal codziennych zmianach składu muzyków, Vollenweider kontynuuje koncertowanie – w Nowym Jorku gra dwa koncerty z okazji ukazania się albumu na rynku amerykańskim. Tym razem w grupie przyjaciół obecni są przyjaciółka Andreasa, Carly Simon oraz Mindy Jostyn, Carlos Núñez, Dżiwan Gasparian, XiaoJing Wang i Walter Keiser. Koncerty w Brazylii odbyły się przy udziale Miltona Nascimento oraz kompozytora/pianisty Wagnera Tiso.
2001 – Andreas uczestniczy na międzynarodowej konferencji na Bali (Indonezja), odbywającej się pod hasłem "Song of convergence". Uczestnicząc w konferencji Vollenweider gra wraz z balijskimi muzykami.
Tego też roku Andreas Vollenweider rozpoczyna pisanie kolejnego po Wolkenstein symfonicznego dzieła o tytule Tales of Kira Kutan, którego premiera ma miejsce na Warszawskim Film Music Festival 2001; Utwór grany jest wraz z orkiestrą Sinfonia Varsovia pod dyrekcją André Bellmonta.
Wrzesień, Ateny (Grecja), stary stadion; teatr "Sokrates – świt cywilizacji", z amerykańskim aktorem Rodem Steigerem w roli Sokratesa. Andreas Vollenweider zapewnia bogaty podkład dźwiękowy, chórki oraz perkusję.
"Carte blanche" na AVO Festival w Bazylei w Szwajcarii, jego goście (poza mini-orkiestrą) – Abdullah Ibrahim i David Lindley.
2002 – Andreas Vollenweider pojawia się muzycznie na Wiosennym Festiwalu w Budapeszcie na Węgrzech. Wykonanie symfonii Tales of Kira Kutan oraz Wolkenstein na Festiwalu "Live at Sunset" w Zurychu wraz z Sinfonia Varsovia.
- Ponadto, europejskie letnie tournée wraz z nowo utworzoną AVAF-miniorkiestrą, w tym pokazy na "Big Chill Festival" w Anglii; Tournée jest kontynuowane na jesieni 2002.
- Występ gościnny na koncercie urodzinowym kompozytora jazzowego George’a Gruntza w Zug w Szwajcarii; Współpraca z niemieckim kompozytorem filmowym Hansem Zimmerem w Los Angeles dla filmu "Łzy Słońca", w obsadzie z Bruce’em Willisem i Monicą Bellucci.
2003 – Kontynuacja pracy z Hansem Zimmerem. Koncerty wraz z mini-orkiestrą w Johannesburgu (RPA) oraz na "North Sea Festival" w Kapsztadzie, z gościnnym udziałem południowoafrykańskiego multiinstrumentalisty Popsa Mohameda. Reszta 2003 r. mija na tworzeniu nowego albumu, który ma się ukazać w 2004 roku.
2004 – Ukazuje się nowy album pt. Vox a po nim promujące go europejskie tournée. Ponadto Vollenweider występuje w płd. Afryce na festiwalu MACUFE, gdzie koncert gromadzi 40 000 osób.
2005 – ciąg dalszy tournée z nową płytą. Remastering i powtórne wydanie całej dyskografii (15 albumów) (USA/Kanada – Savoy Label Group, reszta świata – Edel Music). Płyta Vox ukazuje się w USA i Kanadzie we wrześniu 2005. Tam też wydana zostaje kompilacja CD/DVD Magic Harp, w Europie zaś składanka CD/DVD Storyteller;
Praca nad nowym albumem – 4 godzinnym DVD który ma się ukazać późną jesienią 2006.
Vollenweider występuje przed Dalaj Lamą podczas jego wizyty w Zurychu.
2006 – Andreas Vollenweider i Przyjaciele koncertują po Europie, potem Stanach Zjednoczonych – występując od wybrzeża do wybrzeża. Wstępnie na terenie Stanów Zjednoczonych i Kanady ukazuje się album The Magical Journeys of Andreas Vollenweider, zawierający niemal 4 godziny materiałów koncertowych, dokumentalnych i wywiadów.
Lato upływa pod znakiem nagrań do bożonarodzeniowego albumu Midnight Clear, który ukazuje się przed Świętami w wersjach na rynek amerykański i europejski, na którym Vollenweider współpracuje ponownie z bliską przyjaciółką Carly Simon.
Rok upływa pod znakiem koncertów na terenie Europy, pojawiają się albumy Midnight Clear oraz – w Europie – DVD The Magical Journeys of Andreas Vollenweider
2007 – Z okazji 25-lecia wydania albumu Caverna Magica, Vollenweider informuje o nowym projekcie koncertowym – "Caverna Magica – Continuum"; Plany obejmują nową i bardziej zaawansowaną wizualną i dźwiękową oprawę koncertów.

## Dyskografia

### Albumy studyjne
- 1976 Vollenweider, Bardet, Valentini Lyrik und Musik Heinrich Heine – ein neues Lied
- 1976 Vollenweider, Bardet, Valentini Poesie und Musik François Villon
- 1977 Vollenweider, Bardet, Valentini Poesie und Musik Heinrich Heine – Ich kann nicht mehr die Augen schließen

- 1979 Eine Art Suite in XIII Teilen (An Art Suite in XIII Parts)
- 1981 Behind the Gardens (...Behind the Wall – Under the Tree ...)
- 1982 Caverna Magica (... Under the Tree – In the Cave ...)
- 1984 White Winds (Seeker's Journey)
- 1986 Down To the Moon
- 1988 Dancing With the Lion
- 1990 Traumgarten (Garden of Dreams), 1990 (we współpracy z ojcem, organistą Hansem Vollenweiderem)
- 1991 Book of Roses
- 1993 Eolian Minstrel (utwory śpiewane – gościnnie – Eliza Gilkyson)
- 1997 Kryptos (A symphonic adventure)
- 1999 Cosmopoly
- 2004 Vox (Songs Of Love)
- 2006 Midnight Clear
- 2009 AIR

### Single
- 1983 Pace Verde, "maxi-single" dla Greenpeace, 1983

### Składanki CD/DVD
- 1990 The Trilogy, (składanka: Behind the Gardens, Caverna Magica, White Winds, Pace Verde i wybrane utwory z Eine Art Suite in XIII Teilen)
- 2000 The Essential Andreas Vollenweider
- 2005 The Magic Harp, (DVD – wersja tylko na rynek USA/Can)
- 2005 The Storyteller, 2005 (DVD – wersja tylko na rynek europejski)
- 2006 The Magical Journeys of Andreas Vollenweider (DVD – blisko 4h materiałów wideo, koncertów i wywiadów)

### Albumy koncertowe
- 1994: Andreas Vollenweider and Friends – Live 1982–1994